# Кандинов, Юсуп Шимунович
Юсуп Шимунович Кандинов (Иосиф Кандинов, Yosef Shalom Kandinov) 24.04.1906 — 09.03.1978, Узбекистан) — педагог, общественный деятель Узбекистана. Ветеран Великой Отечественной войны.

## Биография
Родился 24 апреля 1906 года в Самарканде в семье бухарских евреев. По отцовской линии происходил из семьи Кандиновых, по материнской — из рода Калонтаровых-Норматовых.
Отец — Шимун (Шимон) Кандинов (1856 — 25 марта 1947), мать — Дино Кандинова (урождённая Норматова; 1869 — 24 августа 1937).

Супруга — Сара Кандинова (урождённая Ибрагимова; 1908 — 11 декабря 1970).

Дочери: Роза (1926–1991), Софья (1934–2019), Ида (1936–1980), Людмила (1941–2022).

## Образование, начало трудового пути
Ю. Ш. Кандинов окончил среднюю и музыкальную школы в Самарканде (Узбекистан) и курсы по подготовке педагогов для ликвидации безграмотности (Ликбез). Вёл просветительскую и педагогическую работу с молодёжью. Участвовал в боях с басмачами в Узбекистане.
1927 г. — с семьёй переехал в город Наманган (Узбекистан). Работал в редакции газеты, затем директором музыкального драматического театра и начальником областного управления искусства.

## Великая Отечественная война
1942 г. — призван на войну миномётчиком в звании гвардии младший сержант, командовал пусковой установкой М-13 «Катюша».
Участвовал в боях на Волховском, Юго-Западном и Белорусском фронтах. Удостоен Медали «За Отвагу».

От имени Президиума Верховного Совета СССР награждаю:
17. Номерного 3 батареи гвардии младшего сержанта КАНДИНОВА ЮСУПА.
В период арт подготовки 24 июня 1944 года огнем его миномёта было уничтожено 15 Гитлеровцев, подавлен огонь 81 мм миномёта и станкового пулемёта, обстреливавшего фланкирующим огнем нашу пехоту.
— (Приказ № 26/н от 25.07.1944 года).

1945 г. — окончил войну в Берлине. Награждён грамотой Верховного Совета СССР за подписью И. В. Сталина.

## Послевоенный период
1945 г. — по распоряжению Председателя Верховного Совета УзССР А. М. Муминова работал управделами Президиума Верховного Совета УзССР. Добился выделения большой территории под ныне действующее еврейское кладбище в Ташкенте (Узбекистан).
1953 г. — директор Ташкентского театра оперы и балета имени Алишера Навои (Ташкент, Узбекистан).
Работал директором Ташкентского центрального парка культуры и отдыха.
В знак признания заслуг бухарско-еврейская община предоставила почётное место на Чигатайском кладбище (Ташкент, Узбекистан) для захоронения Ю. Ш. Кандинова.